# Tephrina calliope
Tephrina calliope là một loài bướm đêm trong họ Geometridae.